# Olympische Winterspiele 1998/Rennrodeln – Doppelsitzer
Der Doppelsitzer im Rennrodeln bei den Olympischen Winterspielen 1998 in Nagano bestand aus zwei Läufen, von denen beide am 13. Februar 1998 ausgetragen wurden. Austragungsort war das Spiral. Am Start waren 34 Teilnehmer aus 11 Ländern, von denen alle in die Wertung kamen. Olympiasieger wurden Stefan Krauße und Jan Behrendt aus Deutschland mit einer Gesamtzeit von 1:41,105 Minuten. Die Silbermedaille holten die US-Amerikaner Chris Thorpe und Gordy Sheer vor ihren Landsmänner Mark Grimmette und Brian Martin, die die Bronzemedaille gewannen.

## Titelträger
| Olympiasieger | Kurt Brugger Wilfried Huber ( Italien)      |
| Weltmeister   | Tobias Schiegl Markus Schiegl ( Österreich) |

## Ergebnis
| Rang | Athleten                                  | Nation             | Lauf 1 | Lauf 1 | Lauf 2 | Lauf 2 | Gesamt     |
| Rang | Athleten                                  | Nation             | Zeit   | Rang   | Zeit   | Rang   | Zeit (min) |
| ---- | ----------------------------------------- | ------------------ | ------ | ------ | ------ | ------ | ---------- |
| 001  | Stefan Krauße Jan Behrendt                | Deutschland        | 50,592 | 1      | 50,513 | 3      | 1:41,105   |
| 002  | Chris Thorpe Gordy Sheer                  | Vereinigte Staaten | 50,634 | 2      | 50,493 | 1      | 1:41,127   |
| 003  | Mark Grimmette Brian Martin               | Vereinigte Staaten | 50,716 | 3      | 50,501 | 2      | 1:41,217   |
| 004  | Tobias Schiegl Markus Schiegl             | Österreich         | 50,846 | 4      | 50,575 | 4      | 1:41,421   |
| 005  | Kurt Brugger Wilfried Huber               | Italien            | 50,897 | 5      | 50,871 | 8      | 1:41,768   |
| 006  | Gerhard Plankensteiner Oswald Haselrieder | Italien            | 51,084 | 6      | 50,833 | 7      | 1:41,917   |
| 007  | Ihor Urbanskyj Andrij Muchin              | Ukraine            | 51,262 | 7      | 50,706 | 5      | 1:41,968   |
| 008  | Steffen Skel Steffen Wöller               | Deutschland        | 51,408 | 10     | 50,816 | 6      | 1:42,224   |
| 009  | Danil Tschaban Wiktor Kneib               | Russland           | 51,370 | 9      | 51,023 | 9      | 1:42,393   |
| 010  | Albert Demtschenko Semjon Kolobajew       | Russland           | 51,515 | 12     | 51,041 | 10     | 1:42,556   |
| 011  | Oleh Awdjejew Danylo Pantschenko          | Ukraine            | 51,413 | 11     | 51,275 | 12     | 1:42,688   |
| 012  | Anders Söderberg Bengt Walden             | Schweden           | 51,725 | 14     | 51,137 | 11     | 1:42,862   |
| 013  | Roberts Suharevs Dairis Leksis            | Lettland           | 51,281 | 8      | 51,970 | 15     | 1:43,251   |
| 014  | Atsushi Sasaki Kei Takahashi              | Japan              | 51,541 | 13     | 51,835 | 14     | 1:43,376   |
| 015  | Piotr Orsłowski Robert Mieszała           | Polen              | 52,062 | 15     | 51,445 | 13     | 1:43,507   |
| 016  | Ion Cristian Stanciu Liviu Cepoi          | Rumänien           | 52,289 | 16     | 52,986 | 17     | 1:45,275   |
| 017  | Juris Vovčoks Māris Lēģeris               | Lettland           | 53,969 | 17     | 52,586 | 16     | 1:46,555   |